# Dynamic cast
Il linguaggio di programmazione C++, oltre al cast esplicito stile C (), dispone di altri quattro tipi di cast espliciti: const cast, dynamic_cast, reinterpret cast e static cast.
Il costrutto dynamic_cast permette di convertire un puntatore ad un oggetto di una classe base ad uno di classe derivata, ma solo se la classe base è polimorfa (ovvero possiede almeno un metodo virtuale, distruttore virtuale incluso). La validità dell'operazione viene verificata in run-time. Qualora l'operazione non sia valida il costrutto restituisce un puntatore nullo.
Esempio:
```
class
 
Padre
                  
{.....};

class
 
Figlio
 
:
 
public
 
Padre
  
{.....};

class
 
Nipote
 
:
 
public
 
Figlio
 
{.....};

main
 
()
 

{

  
Padre
  
*
p
,
 
*
pObj
 
=
 
new
 
Padre
;

  
Figlio
 
*
f
,
 
*
fObj
 
=
 
new
 
Figlio
;

  
Nipote
 
*
n
,
 
*
nObj
 
=
 
new
 
Nipote
;

  

  
p
 
=
 
nObj
;
                    
// ok un puntatore ad una classe derivata può essere assegnato ad uno di classe base

  
n
 
=
 
p
;
                       
// qui il compilatore genera errore perché non sa se l'assegnamento è valido (lo si sa solo run-time)

  
n
 
=
 
dynamic_cast
<
Nipote
*>
(
p
);
 
// qui si chiede di fare il controllo run-time per validare la conversione (valida in questo caso) 

  
if
 
(
n
)
 

    
cout
 
<<
 
"conversione eseguita con successo"
;

  
p
 
=
 
fObj
;

  
n
 
=
 
dynamic_cast
<
Nipote
*>
(
p
);
 
// qui si chiede di fare il controllo run-time per validare la conversione (non valida in questo caso) 

  
if
 
(
!
n
)
 

    
cout
 
<<
 
"conversione fallita"
;

}

```

Si tenga presente che affinché il costrutto dynamic_cast lavori correttamente è necessario che il supporto RTTI del compilatore sia attivo (spesso, nella produzione del firmware, si sceglie di non attivare RTTI poiché questa funzionalità assorbe una quantità di risorse non trascurabile).